# Бела и Себастијан: Авантура се наставља
Бела и Себастијан: Авантура се наставља (фра. Belle et Sébastien, l'aventure continue) је француски филм из 2015. године. Филм је наставак остварења Бела и Себастијан из 2013. године.

## Синопсис
У француском селу Саинт-Мартин, француско алпско село, током 1945. године, Себастијан (деветогодишње сироче) живи са Цезаром, његовим дедом који га је заправо усвојио. Чекају Цезарову нећаку Ангелину, која се, борећи се с отпором до краја рата, враћа авионом кући. На путу се њен авион срушио у италијанским Алпима, очигледно без преживелих. Цезар преноси вест Себастијану који одбија да прихвати да је она нестала.
Цезар се договара се локалним пилотом Пјером да изврши прелет места несреће. Цезар каже Себастијану да је Пјер вероватно његов прави отац. Себастијан и Бела возе се у авиону и виде бљесак упаљен у близини места пада, али Пјер не жели да прилази. Они се свађају и Себастијан хвата команде авиона и окреће их, због чега авион неспретно слети и губи точак. Њих троје су насукани у планинама.
Себастијан и Бела крећу се према месту несреће у потрази за Ангелином. На крају их Пјер сустигне, откривши да је Себастијан направио камп и прилично је сигуран у шуми. На путу спашавају Габријел од напада медведа. Она је четрнаестогодишњакиња која се маскира као дечак, јер је једина девојка у италијанском кампу за сечњу мушкараца и њен отац се плаши за њену безбедност. Још једна искусна планинарка, спријатељи се са Себастијаном и води их у свој камп.
Себастијан поново покушава побећи у потрази за Ангелином у подножју литица, али је окупљен и затворен у логор, док Бела следи траг до литица и на крају се враћа у камп. Пјер још увек није уверен да је Ангелина жива и бесан је на Себастијан-а што га доследно не поштује, али зато што до сада зна да је Себастијан његов син, они имају зближавање у овом делу филма.
Ујутру је у кампу букнуо пожар услед јаких ветрова а Себастијан, Бела и Габријел су га напустили с залихама, поново следећи Белу до места где би могла бити Ангелина. Ухватио их је пожар и Пјер, који их поново прати, спаси их гасивши ватру штапом динамита. Шетају до базе литице и улазе у пећину, пратећи Белу. На дну пећине нема ни знака од Ангелине, али Себастијан је канапом спуштен до доње пећине, где проналази Ангелину, која је пала на овај нижи ниво. Чини се да је повређена, али устаје са само оштећеном руком, а Пјер и Габријел се враћају на сигурно. До тада, пожар прети да уђе у пећину, па их Бела води до стражњег излаза на врх литица, а они једва избегавају гушење од дима.
Следећа сцена је како се виде у авиону, који је поправљен уз помоћ италијанских дрвосеча и Габријелиног оца. Сви они лете натраг у Француску, прелећући преко Цезара и Пјеровог механичара, који су два дана заједно шетали да стигну до места несреће. Цезар се радосно враћа кући, видећи руку како маше из авиона.
У завршним сценама види се Цезар како долази у своју кућу у Саинт-Мартину; он загрли Ангелину док се појављује из авиона. Себастијан и Пјер седе на гробу Себастијанове мртве мајке. Изгледа да ју је Пјер волео, али била је Циганка, па је њихова веза била тајна. Пјер није знао да је трудна. Месецима је без успеха тражио одмах после пуштања из немачког заробљеничког логора. Затим се сцена мења на алпске долине лети.

## Улоге
- Феликс Босу као Себастијан
- Маргери Шатерије као Ангелина
- Чеки Карјо као Цезар
- Тери Новик као Пјер
- Тилан Блондо као Габријел